# Pyrrhura rhodocephala
Pyrrhura rhodocephala е вид птица от семейство Папагалови (Psittacidae).

## Разпространение
Видът е разпространен във Венецуела.